# Marianne Golz
Marianne Golz-Goldlust (rozená Belokosztolszky) (23. ledna 1895 Vídeň – 8. října 1943 Praha) byla česko-německá operní zpěvačka. Během 20. let 20. století si vybudovala kariéru ve střední a východní Evropě, později se přestěhovala do Prahy a stala se divadelní kritičkou. V roce 1929 se provdala za židovského novináře Hanse Goldlusta. Když byl Hans v roce 1938 nacisty zatčen, zajistila mu jeho propuštění a následně pomohla jemu a jeho dalším příbuzným uprchnout do Anglie. Sama zůstala v Praze, aby se zapojila do odboje skrýváním židovských uprchlíků, pašováním peněz a informací přes hranice, náborem nových členů a pořádáním odbojových schůzek u sebe doma.
Když byla v roce 1942 spolu s několika dalšími členy odporu zatčena, přiznala se ke své roli v odboji a podařilo se jí očistit své spolupracovníky. Právní pokusy rodiny o její propuštění byly neúspěšné; v květnu 1943 byla nacisty odsouzena k smrti a v říjnu téhož roku byla popravena gilotinou.
Její osobní dopisy byly po válce sestaveny a vydány v knižní podobě. Její příběh byl dále popularizován prostřednictvím článků, rozhlasového vysílání a divadla. V roce 1988 byla posmrtně uznána jako Spravedlivá mezi národy.

## Životopis

### Raný život a kariéra
Maria Agnes Belokosztolszky se narodila 23. ledna 1895 ve Vídni do katolické rodiny polského řemeslníka Josefa a jeho české manželky Amálie. Měla sestru Rosi. Po střední škole se učila opernímu zpěvu a baletu. Vystupovala pod jménem Marianne Tolska. Na začátku 20. let se objevila v představeních v Linci, Stuttgartu a Salcburku ve spolupráci s rakouským skladatelem Nico Dostalem, zpívala operety s tenoristou Richardem Tauberem. Během této doby se dvakrát vdala a rozvedla. V roce 1924 se přestěhovala do Berlína, kde se setkala se židovským redaktorem a novinářem Hansem Goldlustem. Vzali v roce 1929. Hans neformálně přijal příjmení Golz, aby se vyhnuli sociálnímu stigmatu spojenému v Německu s židovsky znějícími jmény, takže když se Marianne provdala, přijala příjmení Golz-Goldlust. V roce 1933 se před hrozbou nacismu přestěhovali do Prahy, kde Marianne začala pracovat jako divadelní kritička.

### Odboj
Když nacisté obsadili v roce 1939 Prahu, byl její muž zatčen. Marianne se podařilo zasadit o jeho propuštění a pomohla mu uprchnout do Anglie. Pomohla také jeho matce a sestře uniknout ze země. Ke své rodině se nepřipojila – ačkoliv měla potřebné dokumenty pro vycestování, rozhodla se zůstat v Praze, aby pomohla dalším pronásledovaným Židům. Začala ve svém domě pořádat společenská shromáždění, aby našla podobně smýšlející občany, a brzy se setkala s místním organizátorem odboje Ottokarem Zapoteckým, který řídil síť na pašování uprchlíků. Pro odboj získávala další československé i rakouské spolupracovníky, pořádala schůzky odbojářů, pomáhala židovským uprchlíkům zkontaktovat se s odbojem a pašovala peněžní prostředky. Uprchlíky ukrývala ve svém domě. Zajistila také předání důležitých informací o podmínkách v Praze české exilové vládě v Anglii.

### Smrt a odkaz

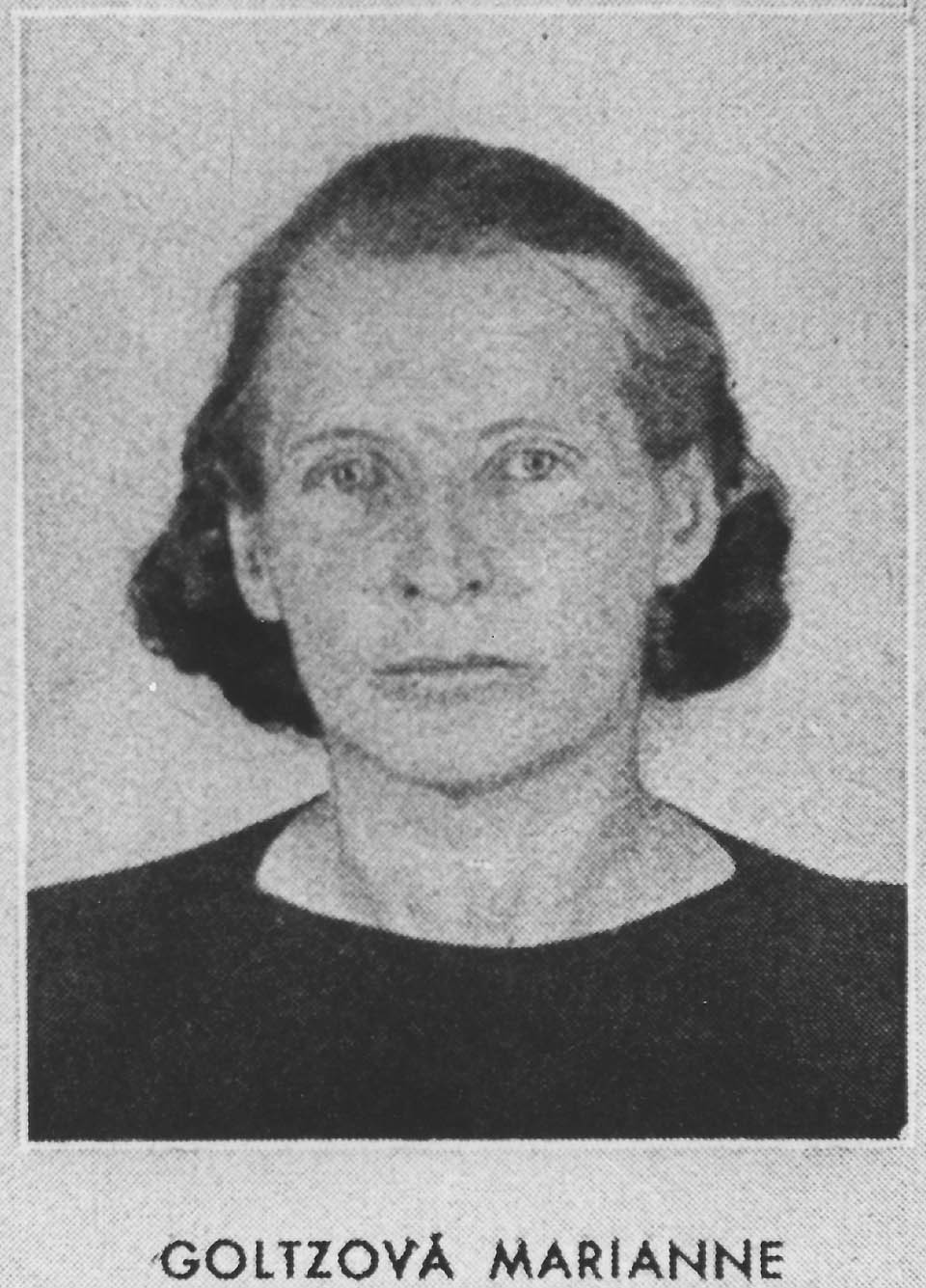
Vězeňská fotografie

Dne 19. listopadu 1942 byla spolu s několika odbojovými spolupracovníky při jednom z pravidelných setkání ve svém bytě zatčena nacisty. Ke své práci pro židovské občany se přiznala a svým vyšetřovatelům řekla, že je jediným členem odporu ve skupině, a její spolupracovníci tak byli propuštěni. Byla uvězněna v pankrácké věznici. Ani ve vězení neustávala v psaní dopisů svým přátelům a kontaktům; motáky pašovala ven skrz donášky jídla.
Ačkoli její rodina usilovala právní cestou o její osvobození, většina právníků nebyla ochotna riskovat hněv německých úřadů její obhajobou. Česká právnička Marie Schrámek nakonec případ přijala, ale navzdory odvolání u zvláštního německého vrchního soudu a u říšského ministra spravedlnosti nebyla schopna Marianne osvobodit. V květnu 1943 byla Marianne odsouzena k trestu smrti za svou odbojovou činnost. 8. října 1943 se jí podařilo získat od dozorce jed na myši, kterým úspěšně spáchala sebevraždu. Ve snaze vedení věznice utajit, že se vězni dokážou dostat k jedu, byla téhož dne již mrtvá popravena stětím gilotinou.
V roce 1946 byly její dopisy a další dokumenty zachráněné Karlem Ramešem spolu s dalšími svědectvími sestaveny a publikovány jako kniha Žaluji. Pankrácká kalvárie, později i v německém překladu jako Der Große Tag (Velký den). Její příběh byl uveden v rozhlasovém vysílání, článcích a divadelní hře. V červnu 1988 jí izraelské pamětní centrum Jad vašem udělilo titul Spravedlivá mezi národy za práci na záchraně židovských uprchlíků. Na její počest byl v Jad vašemu vysazen olivovník. V roce 2011 uspořádal Památník německého odboje speciální výstavu zaměřenou na její život.

## Památka

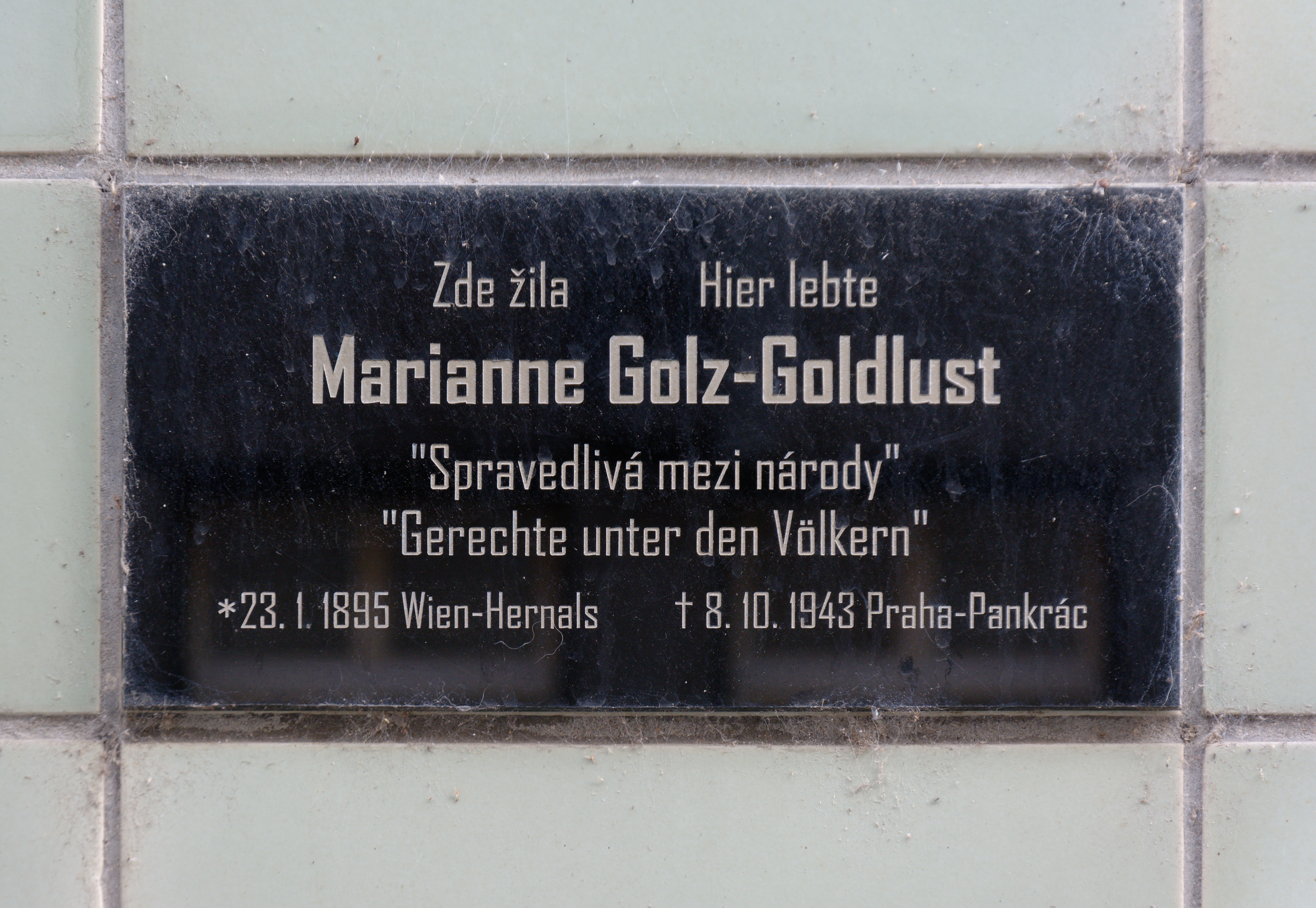
Pamětní deska Marianne Golz na domě Farského 4

Na domě na adrese Farského 4 v Praze 7-Holešovicích, kde Marianne Golz-Goldlust bydlela, byla z iniciativy vlastníků bytů 22. ledna 2020 slavnostně odhalena dvojjazyčná česko-německá pamětní deska věnovaná její památce.